# قصعين باري
قصعين باري (الاسم العلمي:Salvia parryi) هو نوع من النباتات يتبع جنس القصعين من الفصيلة الشفوية.